# Darby Crash

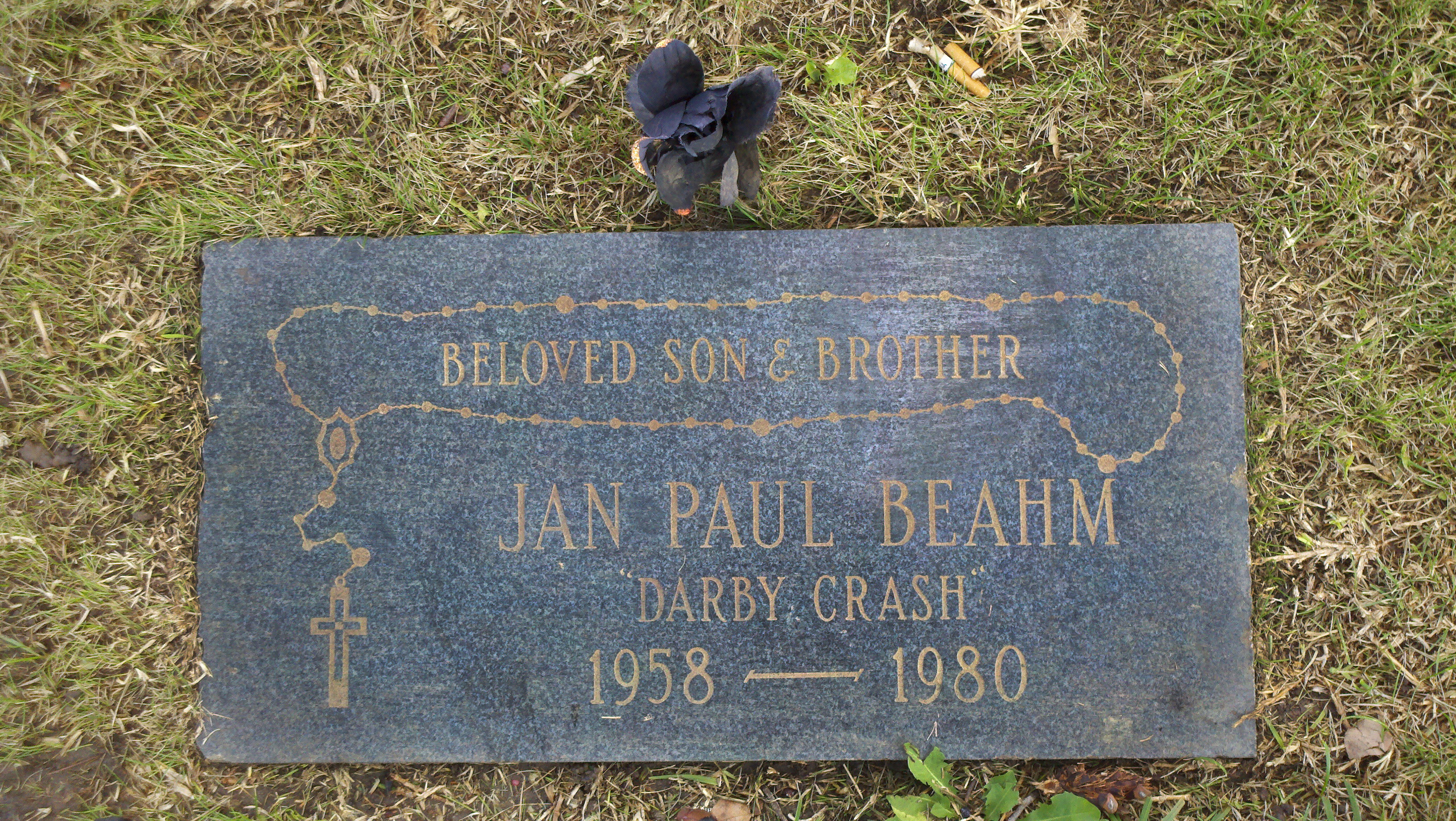
Darby Crashs grav på Holy Cross Cemetery i Culver City.

Darby Crash, tidigare Bobby Pyn, född Jan Paul Beahm 26 september 1958 i Los Angeles, Kalifornien, död 7 december 1980 i Los Angeles, Kalifornien, var sångare i det amerikanska punkbandet The Germs. Hans far var en svensk sjöman med namnet William Björklund.
Crash grundade The Germs tillsammans med vännen Georg Ruthenberg (senare kallad Pat Smear) 1977. Gruppen hann ge ut en LP, en EP och en singel, innan de splittrades 1980. Bandet genomförde dock en återföreningskonsert den 3 december 1980. Fyra dagar senare, den 7 december, begick Crash självmord genom en överdos heroin, 22 år gammal.

## Diskografi (urval)
- 1977 – "Forming" (singel)
- 1978 – Lexicon Devil (EP)
- 1979 – GI (studioalbum)